# سيدريك فاسر
سيدريك فاسر (بالفرنسية: Cédric Vasseur)‏ ولد بتاريخ 18 أغسطس 1970 في فرنسا، هو دراج فرنسي سابق في صنف سباق الدراجات على الطريق.

## سجل النتائج

### سباقات أو مراحل فاز بها
- طواف فرنسا

## روابط خارجية
- سيدريك فاسر على موقع الاتحاد الدولي للدراجات (الإنجليزية)
- سيدريك فاسر على موقع أرشيف الدراجات (الإنجليزية)
- سيدريك فاسر على موقع إحصائيات الدراجات الإحترافية (الإنجليزية)
- سيدريك فاسر على موقع نسبة الدراجات (الإنجليزية)
- سيدريك فاسر على موقع CycleBase (الإنجليزية)